# Helene von Nostitz
Helene von Nostitz-Wallwitz, née le 18 novembre 1878 à Berlin et morte le 17 juillet 1944 à Bassenheim, est une aristocrate allemande qui est également femme de lettres et salonnière. 

## Biographie

### Jeunesse
Elle grandit à Berlin et à Florence, voyage à Paris et à Londres, dans un milieu aristocratique et cultivé, les Benckendorff ayant des ramifications dans toute l'Europe du Nord et comptant des mécènes ou femmes de lettres dans leurs ancêtres. Sa mère, née Sophie von und zu Münster-Ledenburg (de), est la fille du prince Georg von und zu Münster-Ledenburg, diplomate, et de son épouse, née princesse Galitzine (descendante de Souvorov). Son père est le cousin germain du maréchal von Hindenburg.
Elle est tôt en rapport avec l'élite culturelle européenne, étant la petite-fille d'un fameux diplomate de l'époque, puisque son grand-père maternel fut ambassadeur à Londres et à Paris et que sa mère, mélomane distinguée, recevait l'élite cultivée de Berlin. Elle-même joue remarquablement du piano. Elle épouse en 1904 le comte Alfred von Nostitz-Wallwitz (1870-1953), juriste et diplomate, futur ministre de la Saxe. Le jeune ménage habite d'abord à Dresde, puis à Weimar entre 1908 et 1910 et à Berlin à partir des années 1920.

### Salonnière et muse
Helene von Nostitz reçoit dans son salon de la Maaßenstraße (à Schöneberg), puis de la Goethestraße à Zehlendorf, des diplomates allemands et étrangers, ainsi que des écrivains et artistes. Son époux est président de la Société germano-française (Deutsch-Französische Gesellschaft) et avait de nombreuses relations à l'étranger. Madame von Nostitz comptait Rodin dans ses relations  qui fait plusieurs fois son buste dont celui de 1907, aujourd'hui à la Nouvelle Pinacothèque de Munich. Elle recoit Hugo von Hofmannsthal qui trouve que c'était « la jeune femme la plus gracieuse et la plus belle » qu'il ait jamais rencontrée en Allemagne.
Rainer Maria Rilke s'inspire d'elle dans deux poèmes, après l'avoir rencontrée au cours d'un séjour au bord de la mer Baltique en 1913.
Son buste par Rodin est le clou de l'exposition qui lui est consacrée en 1999 à Munich.

### Écrivaine
Helene von Nostitz écrit egalament. Dans son roman Aus dem alten Europa elle décrit la vie aristocratique d'avant la première guerre mondiale. 

## Œuvre
- Aus dem alten Europa, 1924
- Rodin in Gesprächen und Briefen, 1927
- Berlin, 1929
- Potsdam, 1930
- Hindenburg at home, 1931
- Festliches Dresden, 1re éd. 1941, 2e éd. 2001,  (ISBN 3-7684-4642-5)